# مؤسسة كراسنايا زفيزدا الحكومية
مؤسسة كراسنايا زفيزدا الحكومية ( GP Krasnaya Zvezda ، ГП Красная звезда، وتعني بالعربية: النجم الأحمر) هي مؤسسة حكومية روسية تقوم بالبحث وإنتاج أنظمة الطاقة النووية للمركبات الفضائية . تأسست عام 1972، ومقرها موسكو، وهي تابعة لشركة روساتوم .  
طورت كراسنايا زفيزدا مفاعلات بوك (بوك) وتوباز (توبول) للمركبات الفضائية. تم استخدام 31 بوك و2 توباز على أقمار الاستطلاع البحرية رورسات .